# Lost River (Idaho)
Lost River – miasto w Stanach Zjednoczonych, w stanie Idaho, w hrabstwie Custer.